# Елена (град)
Елена (буг. Елена) град је у средњој Бугарској. Седиште је истоимене општине у оквиру Великотрновске области.
Град је познат по добро очуваној старој балканској архитектури.

## Географија
Положај: Елена се налази у средишњем делу Бугарске. Од престонице Софије удаљена је 255 km источно, а од обласног средишта Великог Трнова 35 km југоисточно.
Рељеф: Град је смештен у области Старе Планине (крај „Еленски Балкан") у долини реке Росице, на приближно 140 m надморске висине.
Клима: Клима у Елени је континентална.
Воде: Око Елене протиче више мањих водотока.

## Историја
Област Елене је првобитно било насељена Трачанима, а после њих овом облашћу владају Стари Рим и Византија. Јужни Словени ово подручје насељавају у 7. веку. Од 9. века до 1373. године област је била у саставу средњовековне Бугарске.
Крајем 14. века област Елене је пала под власт Османлија, који владају облашћу наредних пет векова.
Године 1878, град је постао део савремене бугарске државе. Насеље добија више јавних установа и трговиште, а к њему почињу гравитирати околна села.

## Становништво
По проценама из 2010. године Елена је имала око 6.000 становника, највише етничких Бугара. Остатак су махом Роми. Последњих деценија град губи становништво због удаљености од главних токова развоја у земљи.
Претежан вероисповест месног становништва је православна.

## Галерија
- Градска православна црква
- Балканска архитектура
- Стара трговачка кућа